# Dirk Meier (Radsportler)

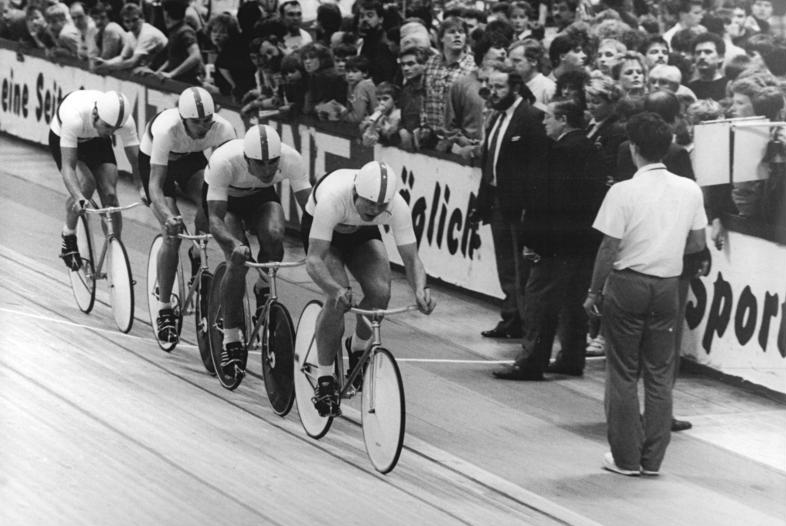
DDR-Hallenmeisterschaften 1987, v. l. n. r.: Steffen Blochwitz, Dirk Meier, Thomas Will und Jörg Pawalozyk

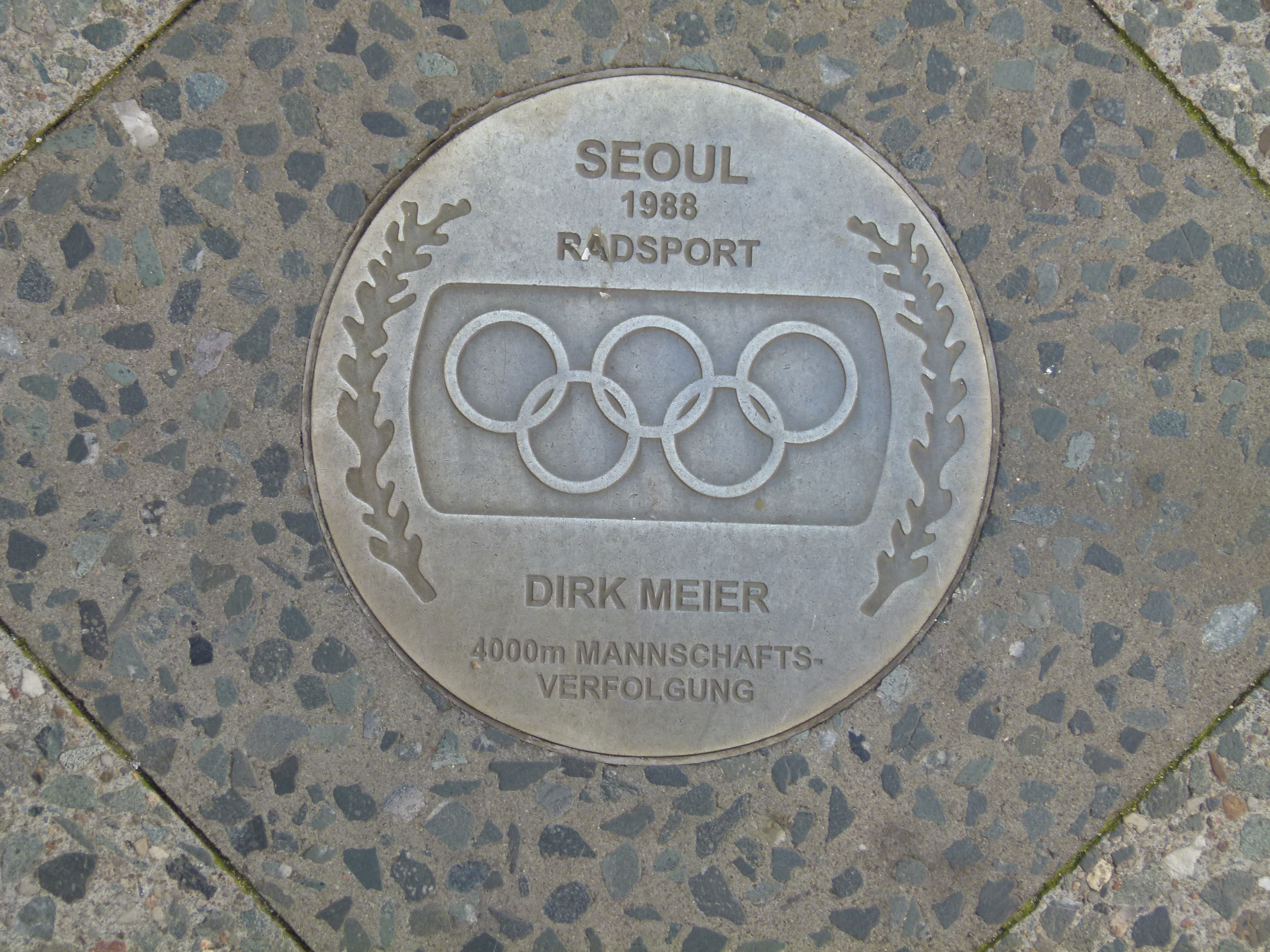
Plakette für Dirk Meier auf dem Weg des Ruhmes in Cottbus

Dirk Meier (* 28. Januar 1964 in Spremberg) ist ein ehemaliger deutscher Radrennfahrer.

## Sportliche Laufbahn
Dirk Meier errang die meisten seiner Erfolge in der Mannschaftsverfolgung. 1986 und 1987 wurde er mit der Mannschaft des SC Cottbus (Trainer: Heiko Salzwedel) DDR-Meister, gemeinsam mit Steffen Blochwitz, Roland Hennig und Thomas Will. 1986 wurde der DDR-Vierer Vize-Weltmeister mit Meier, Blochwitz, Henning und Bernd Dittert und konnte diesen Erfolg im Jahr darauf wiederholen (mit Meier, Blochwitz, Hennig und Carsten Wolf). 1988 startete Meier mit dem DDR-Bahnvierer bei den Olympischen Sommerspielen in Seoul und errang die Silbermedaille in der Mannschaftsverfolgung, gemeinsam mit Blochwitz, Hennig und Carsten Wolf. Für diesen Erfolg wurde er mit dem Vaterländischen Verdienstorden in Silber ausgezeichnet. 1989 wurde er Weltmeister im 4000 m-Mannschaftszeitfahren in Lyon, Frankreich.
Auch auf der Straße konnte Dirk Meier Erfolge feiern. 1988 gewann er die Niedersachsen-Rundfahrt sowie die Olympia’s Tour, 1987 und 1989 zudem die Tour de Liège.

## Berufliches
Von 1997 bis 2000 war Dirk Meier Manager des Teams Agro-Adler Brandenburg. Heute ist der gelernte Baumaschinist Hafenmeister der Kahnfahrgesellschaft in Burg (Spreewald) und organisiert Radtouren in der Lausitz. Er betreibt in Burg zwei Hotels.

## Erfolge
1986
- Deutsche Demokratische Republik DDR-Meisterschaften – Mannschaftsverfolgung
- Weltmeisterschaften – Mannschaftsverfolgung

1987
- Gesamtwertung und zwei Etappen Tour de Liège
- Deutsche Demokratische Republik DDR-Meisterschaften – Mannschaftsverfolgung
- Weltmeisterschaften – Mannschaftsverfolgung

1988
- Gesamtwertung, Prolog, eine Etappe und Bergwertung Niedersachsen-Rundfahrt
- Gesamtwertung  und eine Etappe Olympia’s Tour
- Olympische Spiele – Mannschaftsverfolgung

1989
- Gesamtwertung Tour de Liège
- Weltmeisterschaft – Mannschaftsverfolgung

1991
- Deutsche Straßenmeisterschaften – Mannschaftszeitfahren